# Pylaisiopsis
Pylaisiopsis là một chi rêu trong họ Sematophyllaceae.